# Anabel Balkenhol
Anabel Balkenhol (née le 8 avril 1972 à Hilden) est une cavalière de dressage allemande.

## Biographie
Après son abitur en 1993, elle suit un CAPA-SH durant deux ans. En 1999, elle est soutenue par la Fédération allemande. De 2000 à 2002, elle vit aux États-Unis. À son retour, elle suit l'entraînement de son père Klaus qu'elle quitte en 2007. En 2014, elle intègre le haras de Marbach à Gomadingen.
Dans les années 1990, elle atteint le niveau professionnel et participe à son premier Grand Prix à 22 ans. Mais elle accède à un meilleur niveau à la fin des années 2000. Avec son cheval Dablino, après ses victoires à Lingen et Fritzen en juillet 2010, elle passe de la 136e place à la 16e du classement mondial. Elle remporte aussi le championnat allemand de drassage. Elle est aussi participante aux Jeux équestres mondiaux de 2010 à Lexington. Pour son premier championnat international, elle remporte la médaille de bronze par équipe avec Isabell Werth, Matthias Alexander Rath et Christoph Koschel.
Lors de sa première participation au Deutsches Dressur-Derby en 2011, elle termine seconde.
Avec Dablino, sa participation aux Jeux olympiques d'été de 2012 est la première, de nouveau sous l'entraînement de son père.

## Palmarès

### Jeux olympiques
- Jeux olympiques de 2012 à Londres  Royaume-Uni :
  - 19e place en individuel.

### Jeux équestres mondiaux
- Jeux équestres mondiaux de 2010 à Lexington  États-Unis :
  -  Médaille de bronze par équipe.
  - 8e place au Grand Prix Spécial.

### Championnet d'Allemagne
- 2010:  Vice-championne.
- 2011:  Troisième place.
- 2013:  Troisième place.

## Source, notes et références
- (de) Cet article est partiellement ou en totalité issu de l’article de Wikipédia en allemand intitulé « Anabel Balkenhol » (voir la liste des auteurs).